# David Shand (Bischof)
David Hubert Warner Shand (* 6. April 1921; † 8. Juli 2011) war ein australischer anglikanischer Geistlicher und Assistenz-Bischof der Anglican Church of Australia.

## Leben
Nach dem Schulbesuch besuchte Shand ein Priesterseminar der Anglikanischen Kirche und erhielt 1948 seine Ordination zum Priester. Im Anschluss war er stellvertretender Seelsorger und Kaplan (Assistant Curate) von Lutwyche in Brisbane, ehe er viele Jahre in zahlreichen Pfarreien in Brisbane tätig war. Danach war er zunächst von 1966 bis 1969 Pfarrer von South Yarra und dann zwischen 1969 und 1973 von Brightin, zwei Vorortstadtteilen von Melbourne.
1973 erfolgte seine Berufung zum Bischof von St. Arnaud, ehe diese Diözese 1976 der Diözese von Bendigo zugeordnet wurde. Zwischen 1974 und 1984 war er zusätzlich Vorsitzender der Obersten Behörde der Anglican Church of Australia für religiöse Erziehung. Danach kehrte er nach Melbourne zurück, wo er zunächst Pfarrer von Mt. Waverley wurde und anschließend von 1978 bis 1985 Assistenz-Bischof für die Südregion war. Während dieser Zeit war er auch von 1983 bis 1985 Vorsitzender der Christlichen Assoziation für das Fernsehen.
Zuletzt war er von 1985 bis zu seinem Eintritt in den Ruhestand 1988 Assistenz-Bischof von Geelong.